# Frederikshavn fI
Frederikshavn forenede Idrætsklubber (també conegut com a FfI o Frederikshavn fI) és un club esportiu danès amb seu a Frederikshavn. El club té seccions de futbol, handbol, natació, gimnàstica i lluita lliure.
L'equip de futbol va passar un total de cinc temporades a la primera divisió danesa durant les dècades de 1960 i 1970. El seu jugador més famós al llarg del temps és Harald Nielsen.